# 森本俊治
森本 俊治（もりもと としはる、1945年1月14日 - ）は、福岡県北九州市出身のプロゴルファー。
息子の森本真祐はエースキャディ。

## 来歴
福岡県立小倉商業高等学校出身。
21歳でゴルフを始め、1973年にプロ入りする。
1974年の中部オープンでは初日に69をマークして首位でスタートし、最終日には優勝した橘田規から7打差2位に入った。
1979年の関西プロでは55人がアンダーパーを記録する出足となった初日に4アンダー68をマークし、上野忠美・小栗正光・松田司郎・入江勉・山本善隆・秋富由利夫・松本紀彦と並ぶ5位タイグループでスタートする。
1979年の日本プロでは初日を3アンダー69で常陸文男・山本善・鈴村照男・東章・中村通・石井裕士・鷹巣南雄・渡辺三男・杉原輝雄と並んでの10位タイでスタートした。
1983年のゴルフダイジェストトーナメントでは初日を河野高明・鈴木弘一・青木功・金子柱憲・吉武恵治・鈴村照・金井清一と共に69の9位タイ でスタートし、2日目も69で尾崎健夫・中嶋常幸・上原宏一と並んでの6位タイ、3日目も69で3日間首位の高橋五月に並んだが、最終日には尾崎健・尾崎直道・上原・宮本康弘・中村・呂西鈞（中華民国）と並んでの8位タイ に入った。
大京オープンでは初日を69で井上幸一・秋富・中松幹雄・草壁政治・中山徹と並んでの5位タイでスタートし、2日目も69で横島由一の2位に浮上したが、3日目には稲垣太成・井上と並んでの9位タイに後退し、最終日には森憲二と並んでの10位タイに入った。同年には関西プロ4位タイ、デサント大阪オープン2位タイなど、賞金ランク68位に入っている。
1984年の兵庫県オープンでは初日を前田新作・甲斐俊光に次ぐと同時に吉野展弘・吉川一雄・井上智夫と並んでの3位タイでスタートし、デサント大阪オープンでは中村と並んでの2位タイに入った。
1990年の兵庫県オープンでは初日に69をマークして藤池昇・一岡義典と並んでの6位タイでスタートし、1991年の関西オープンを最後にレギュラーツアーから引退。
2000年にシニア入りすると、2001年には第1回ファンケルクラシックでは高橋勝成・佐野修一に次ぐと同時に曽根保夫・藤間達雄と並んでの5位タイに入った。
2002年にはキャッスルヒルオープンで鷹巣らと優勝を争い惜しくも井上久雄・小林富士夫と並んでの5位タイ、アデランスウェルネスオープンでは初日22位タイから追い上げシニア入り後最高となる田中文雄と並んでの4位タイ、日本シニアオープン7位など8試合に出場してベスト10入り5回を記録。
賞金ランキングは32位→25位→11位と年を追うごとに順位を上げて、念願の初シード入りを果たした2003年のキャッスルヒルオープンでは初日に66をマークし、陳志明（中華民国）の2位に入った。
2013年には関西プロゴールドシニアで優勝し、日本プロゴールドシニアでは古市忠夫・陳清波（中華民国）と共にエージシュートを達成。
2014年の関西プロゴールドシニアでは初日首位で大会連覇を狙うも最終日に76とスコアを崩し、トータルイーブンパーでホールアウト。この日のベストスコアをマークした古市忠夫、安定したプレーで両日パープレーの渡辺修と共に10番ホールでのプレーオフとなったが、渡辺がバーディとし、古市と並んでの2位タイに終わった。

## 主な優勝
- 2013年 - 関西プロゴールドシニア